# ゼンネ・ダンサー
『ゼンネ・ダンサー』（Zenne、英題：Zenne Dancer）は、2011年のトルコのドラマ映画。
監督はジャネル・アルペルとメフメト・ビナイ、出演はケレム・ジャン、ジョヴァンニ・アルヴァネ、エルカン・アヴジュなど。
2008年にトルコのイスタンブールで実際に起きた、26歳の大学生アフメト・ユルドゥズが同性愛者であるとの理由で実の父親に射殺された事件から着想を得た作品で、監督のアルペルとビナイは殺されたユルドゥズの友人である。なお、容疑者である父親は逃亡中である。
作品のキャッチコピーは「Honesty may kill you（何もかも正直に話せば殺されるかもしれない）」である。
タイトルの「ゼンネ（Zenne）」とはトルコの遊牧民の伝統文化で、結婚式や祭などで女装して女性を演じる男性を指す言葉である。また、近年では男性のベリーダンサーを指すこともある。
2011年10月に開催された第48回アンタルヤ国際映画祭で初上映され、最優秀初監督作品賞など5部門で受賞を果たした。
日本では劇場公開されず、Netflixで配信されたことがあったが、2024年9月現在、DVD/Blu-ray化はされておらず、配信もされていない。
2019年から製作会社のCAM FILMSが自社の公式YouTubeチャンネルで全編を無料で配信しており、英語やドイツ語などの字幕を選択できるようになっている（日本語はない）。

## ストーリー
撮影のためにイスタンブールを訪れた報道写真家のドイツ人中年男性ダニエル・ベルトは、ナイトクラブでゼンネ（男性ベリーダンサー）として働くジャンに興味を持ち、彼の写真を撮ることになる。その過程でダニエルは、ジャンの友人で東部の保守的な家庭出身の大学生アフメトと知り合い、年上好きのアフメトからのアプローチで2人は恋人同士になる。アフメトはダニエルを自分好みの容姿に変えようと、口髭をたくわえさせ、太らせようとする。
ダニエルによる写真撮影を優先したために、ジャンは勤め先の占いカフェをクビになる。兵役逃れで警察に追われる身であるジャンはなかなか仕事を見つけることができず、経済的に困窮する。ジャンは兵役に就くことを考えるが、ジャンの父親はアナトリア南東部で戦死、兄のジハンは兵役から生還したものの精神を病んで酒浸りとなってしまったことから、母親のセヴギはジャンを軍隊に行かせまいとする。ジャンは同性愛者として兵役の免除が可能なのだが、同性愛者であることを証明するために必要な手続きを屈辱と考えて免除を拒んでいたのである。
ダニエルは、アフメトが大男と度々会い、その大男に金を渡しているのを目撃する。その大男の容姿がアフメトの好みのタイプだったこともあり、不安を抱いたダニエルはジャンのアドバイスに従って率直にアフメトに尋ねる。するとアフメトは、その大男は恋人ではなく、かねてよりアフメトの性的指向を疑っていた母親のケズバンがアフメトの行動を監視するために雇ったジンダンであり、彼が母親に真実を報告しないように金を払っていたことを明かす。ダニエルは「両親に正直に話すべきだ。息子を愛しているのだから受け入れてくれるはずだ」とアフメトに言うが、アフメトはダニエルの無理解を指摘する。翌日、アフメトはダニエルのアドバイスに従って警察にストーカー被害を訴える。
自分たちの身が安全でないことを知ったダニエルはアフメトにドイツで一緒に暮らすことを提案する。しかし、アフメトは兵役を終えていないためパスポートを取得できない。そこで解決策として、軍事委員会から「同性愛報告書」をもらい、正式に兵役を免除してもらうことにする。そのためには、自らの行動や服装、セックス中に撮った写真によって同性愛者であることを軍事委員会に対して証明しなければならない。アフメトは同性愛者であることを認めてもらいやすくするために、自ら進んで「ゼンネ」のフリをすることを決める。ジャンの協力のもと「ゼンネ」となり、ダニエルと撮った写真を提出したアフメトは無事に兵役が免除され、パスポートを手に入れる。ジャンもまたアフメトとともに「ゼンネ」として徴兵検査を受けるが、写真を提出することを拒んだため、筆舌に尽くしがたい辱めを受けた末に兵役を免除される。心身ともにダメージを受けつつもジャンは「ゼンネ」としてプライドを持って生きていく。
ダニエルと2人で国外に出る準備を進める中、アフメトは父親のユルマズに電話で別れを告げるとともに、自分が同性愛者であることを涙ながらに告白する。この告白を受けて、ケズバンは夫ユルマズに拳銃を渡し、父親としての責任を果たすよう迫る。破産するなど、妻への負い目から彼女の言いなりとなっているユルマズは、夜道を1人で歩いていたアフメトに正面から数発の銃弾を浴びせて射殺する。帰りの遅いアフメトを心配して探しに出たダニエルは血まみれで倒れているアフメトを見つける。帰宅したユルマズは拳銃自殺を図るが果たせずに泣き崩れる。そしてユルマズの血で汚れた敷物を洗ったケズバンもまた泣き崩れる。
それから数年が経ち、ジャンは子どもたちにベリーダンスを教えている。その中にはジャンの叔母シュクラン（母セヴギの妹）が生んだ息子「アフメト」もいた。
エピローグとして、アフメト・ユルドゥズ本人の写真と動画とともにアフメトの父親が殺人罪で告訴されたが2011年6月時点で捕まっていないことが示される。さらに、2009年のデア・シュピーゲル誌の報道として、兵役免除のために提出された同性愛者の性行為中の写真をトルコ軍は保管しており、それがヨーロッパ最大のポルノコレクションとなっていることが紹介される。

## キャスト
- ジャン: ケレム・ジャン（ドイツ語版） - 男性ベリーダンサー。
- ダニエル・ベルト: ジョヴァンニ・アルヴァネ - ドイツ人の報道写真家。48歳。
- アフメト: エルカン・アヴジュ（トルコ語版） - ジャンの友人の大学生。
- セヴギ: ティルベ・サラン（トルコ語版） - ジャンの母親。
- ケズバン: ルチュハン・チャルシュクル（トルコ語版） - アフメトの母親。
- ユルマズ: ウナル・シルヴェル（トルコ語版） - アフメトの父親。
- シュクラン: ジャーレ・アルカン（トルコ語版） - ジャンの叔母。セヴギの妹。
- ジハン: トーガ・テキン（トルコ語版） - ジャンの兄。セヴギの長男。
- ハティジェ: エスメ・マドラ（トルコ語版） - アフメトの妹。大学生。
- ムジガン: フルヤ・ドゥヤル（トルコ語版） - ジャンの占いの中年女性客。
- ケレム: メフメト・ボズドアン（トルコ語版） - ジャンの同僚ダンサー。
- ジンダン: アイクット・カヤジュク（ドイツ語版） - ケズバンが雇った大男。
- エマヌエラ（エマ）: イヴォンヌ・ローゼンバウム - ダニエルのエージェントで元恋人。
- ジャーヴィット: ブルト・レイハノール - 占いカフェの経営者。シュクランに好意を寄せている。
- ムラト: エルダル・ユルドゥズ（ドイツ語版） - シュクランの同棲中の恋人。

## 作品の評価

### 受賞歴
第48回アンタルヤ国際映画祭において以下の5部門で受賞を果たすなど、様々な映画賞で高い評価を得ている。
- 初監督作品賞：ジャネル・アルペル、メフメト・ビナイ
- 撮影賞：ノレイル・カスパー（英語版）
- 助演女優賞：ティルベ・サラン（トルコ語版）
- 助演男優賞：エルカン・アヴジュ（トルコ語版）
- 映画批評家協会賞（トルコ語版）国内長編映画賞